# Nidia Díaz

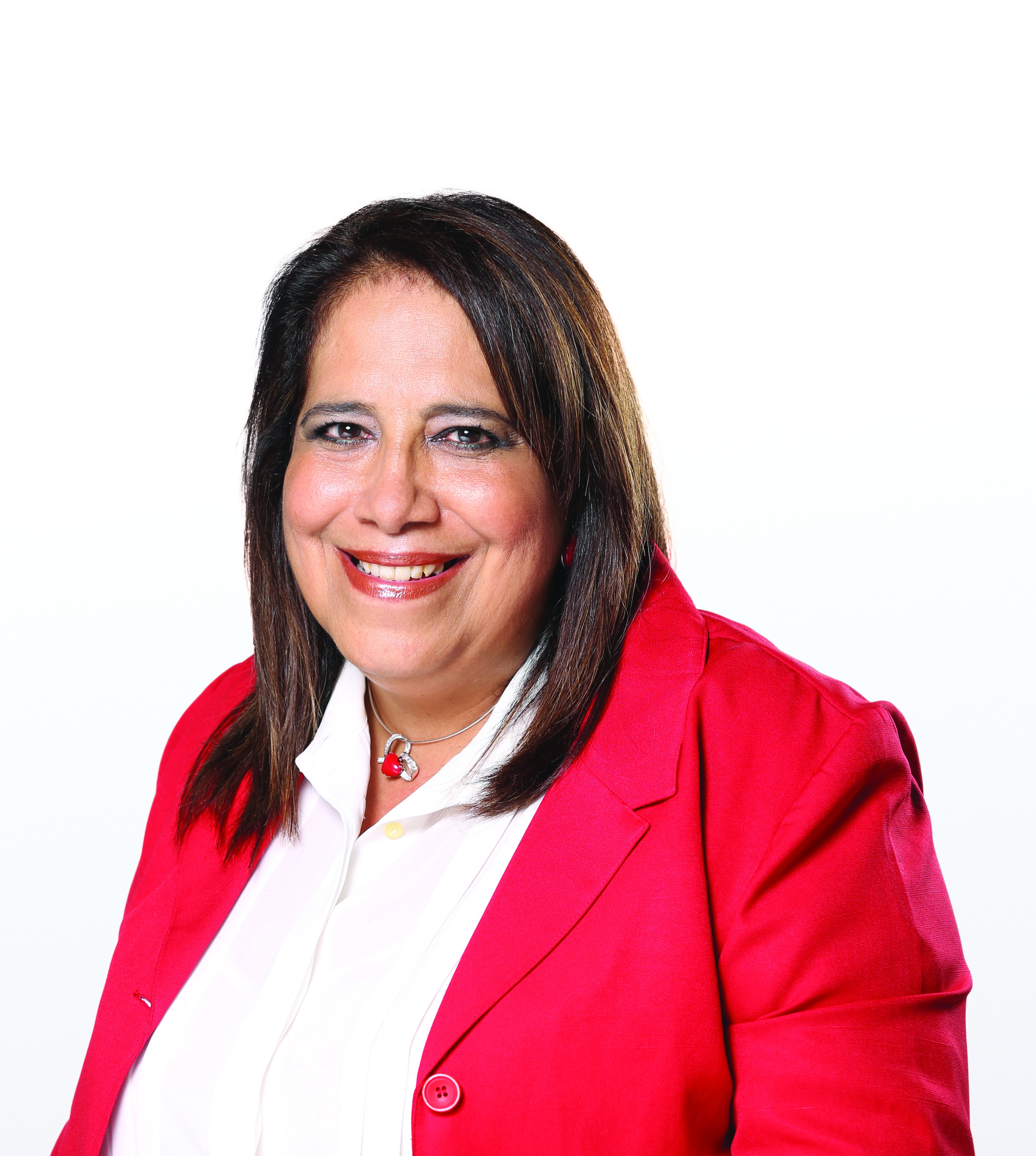
Nidia Díaz en 2014

Nidia Díaz (n. San Salvador) es una abogada y política salvadoreña. Ha sido diputada a la Asamblea Legislativa (1994-2000, 2015-2018) (2018-2021) y el Parlamento Centroamericano (2001-2011). Desde el 1 de mayo de 2018 fue jefa de fracción del FMLN  en la asamblea legislativa hasta abril de 2021.

## Biografía
Realizó estudios de secundaria en el Colegio Divina Providencia de las religiosas pasionistas de San Salvador, graduándose como bachiller en 1969. Ingresó a la Universidad de El Salvador y estudió durante 3 años Licenciatura en Psicología interrumpiendo sus estudios en 1975.
En la década de 1970, se involucró en el movimiento social de oposición al gobierno militar de El Salvador. Inicialmente, fue influenciada por el Partido Demócrata Cristiano, principal fuerza de oposición legal. Posteriormente, se acercó a los grupos de izquierda vinculados al movimiento estudiantil; pasó a la clandestinidad a mediados de esa década, como militante del Partido Revolucionario de los Trabajadores Centroamericanos (PRTC), organización insurgente en la que era responsable de trabajo político con la población campesina. En 1980, promovió la incorporación del PRTC en el seno del Frente Farabundo Martí para la Liberación Nacional (FMLN).
Entre 1981 y 1985 dirigió unidades guerrilleras en el departamento de San Vicente y el norte de San Miguel. En octubre de 1984, integró la delegación del FMLN a la primera reunión de diálogo con representantes gubernamentales que se celebró en la ciudad de La Palma.
En 2008 se tituló como Licenciada en Ciencias Jurídicas en la Universidad Francisco Gavidia.

## Detención y liberación
El 18 de abril de 1985 fue detenida en una operación del ejército salvadoreño en la zona de los Cerros de San Pedro, departamento de San Vicente, en la que se denunció el involucramiento de personal de la Agencia Central de Inteligencia (CIA, por sus siglas en inglés) de los Estados Unidos, específicamente, la participación del agente cubanoamericano Félix Rodríguez. Después de su detención, fue mantenida privada de libertad en el cuartel de la Policía Nacional de San Salvador durante seis meses, período en el que denunció haber sido sometida a torturas físicas y psicológicas. Fue liberada en octubre de 1985, como resultado de una operación de canje entre el FMLN y el gobierno salvadoreño, que incluyó a la hija del presidente de la República José Napoleón Duarte, quien había sido secuestrada por una columna guerrillera.
Después de recibir tratamiento médico en Cuba, recopiló las experiencias de su reclusión en el libro testimonial Nunca estuve sola, publicado en 1988 (UCA Editores). En palabras de la académica Natalia Ruiz, la obra de Nidia Díaz, así como el libro Las cárceles clandestinas de Ana Guadalupe Martínez, proporcionan elementos para comprender el aporte de las mujeres en la lucha armada de El Salvador, junto a la experiencia de la prisionalización:

En suma, Ana Guadalupe y Nidia Díaz insertan dos sujetos tradicionalmente marginales como son las mujeres prisioneras, en un espacio también marginal como lo es la cárcel, desde el cual construyen un “yo” con una agencia política. Dentro de esta construcción se manejan no sólo elementos femeninos, como la maternidad y lo sexual, sino también cuestiones entre lo individual y lo colectivo, lo personal y lo político.

## Proceso de paz y posguerra
Nidia Díaz participó en el proceso de negociación entre insurgencia y gobierno (1989-1992), como parte de la Comisión Política Diplomática del FMLN, cuya labor condujo a los Acuerdos de Paz de Chapultepec. Finalizada la guerra civil de El Salvador, contribuyó a la fundación del FMLN como partido político legal.
Fue designada como candidata a diputada del FMLN en las elecciones de 1994, las primeras del período de posguerra. Después de sobrevivir a un atentado contra su vida en plena campaña, resultó elegida y asumió el escaño el 1 de mayo de ese año, fecha en la que fue designada como presidenta de la Comisión Legislativa de Justicia y Derechos Humanos. El 19 de mayo de 1994, fue víctima de un segundo atentado contra su vida, lo que provocó una campaña internacional para garantizar su seguridad personal promovida por Amnistía Internacional. Fue reelegida como diputada en 1997.
En 1999, fue candidata a vicepresidenta de El Salvador, en representación de la coalición formada por el FMLN y la Unión Social Cristiana, teniendo como compañero de fórmula a Facundo Guardado. En esa oportunidad, obtuvo el segundo lugar con el 29% de los votos.
En los comicios legislativos de 2000 fue elegida como diputada al Parlamento Centroamericano (PARLACEN) para un mandato de cinco años, que asumió en octubre de 2001. Fue reelegida en 2006, concluyendo su segundo período en octubre de 2011. Fue vicepresidenta del Parlacen por el Estado de El Salvador para el período 2009-2010.
En 2015, volvió a la Asamblea Legislativa, como diputada por el departamento de San Salvador.
Junto a su militancia política, ha participado en el movimiento por los derechos de las mujeres y en la Asociación de Parlamentarias y Ex Parlamentarias de El Salvador (ASPARLEXAL), cuya presidencia ocupa para el período 2016-2018.
El 25 de junio de 2017, Díaz fue elegida para encabezar la lista de candidatos a diputados del FMLN en el departamento de San Salvador, con vista a las elecciones legislativas del 4 de marzo de 2018.